# يوبو
يوبو (بالإنجليزية: Yubo) هو تطبيق فرنسي للشبكات الاجتماعية مصمم «للقاء أشخاص جدد» وخلق شعور بالانتماء للمجتمع. تم إطلاقه بواسطة TWELVE APP في عام 2015 وهو متاح لنظامي آي أو إس وأندرويد. التطبيق موجه نحو المراهقين والشباب الذين تتراوح أعمارهم بين 13 و 25 عامًا، ويسمح التطبيق للمستخدمين بإنشاء بث فيديو مباشر مع ما يصل إلى 10 أصدقاء. التطبيق لديه 40 مليون مستخدم حول العالم.

## التاريخ
تم إنشاء يوبو بواسطة ساشا لازيمي وجيريمي آوات وآرثر باتورا عندما كانوا طلاب هندسة في مدرسة CentraleSupélec للدراسات العليا بجامعة باريس ساكلاي وتيليكوم باريس. كان يُعرف سابقًا باسم Yellow, وقد تم إطلاقه في عام 2015. وفقًا لمؤسسي التطبيق، يسعى التطبيق إلى إنشاء مساحة «للتواصل الاجتماعي عبر الإنترنت» و «تسهيل التواصل بين الأشخاص في جميع أنحاء العالم الذين يتشاركون في المصالح المشتركة» 
في ديسمبر 2019, جمع التطبيق 12.3 مليون دولار (11.2 مليون يورو) في جولة تمويل بقيادة شركات الأسهم الخاصة الفرنسية مثل Iris Capital و Idinvest Partners و Alven و Sweet Capital و Village Global. سيتم استخدام الأموال لتطوير تقنيتها وتوسيع قاعدة مستخدميها العالمية.
بين عام 2015 وديسمبر 2019, أنشأ مستخدمو التطبيق ما يقدر بملياري صداقة، إلى جانب تبادل أكثر من 10 مليارات رسالة وإطلاق 30 مليون بث مباشر.
في عام 2019, حققت الشركة الناشئة أرباحًا قدرها 10 ملايين دولار.
في عام 2020, في سياق جائحة فيروس كورونا، سجلت يوبو ارتفاعًا كبيرًا في الاستخدام بسبب المراهقين المعزولين، مع زيادة بنسبة 350 ٪ في الوقت الذي يقضيه في مجموعات مناقشة الفيديو. وضاعف يوبو عدد الاشتراكات اليومية الجديدة، والتي وصلت إلى 30,000 يوميًا في منتصف أبريل. في أكتوبر 2020, كان لدى التطبيق 40 مليون مستخدم حول العالم، 60 ٪ منهم أمريكيون وكنديون.
في أيلول 2020, أنشأت يوبو مقرها في الولايات المتحدة في جاكسونفيل, فلوريدا. في الوقت نفسه، افتتح يوبو مكتباً جديداُ في لندن. في تشرين الثاني 2020, نفذت يوبو حملة جديدة لجمع التبرعات، حيث جمعت 47,5 مليون دولار (40 مليون يورو) من مستثمريها التاريخيين وداخِل جديد، Gaia Capital Partner. الهدف المعلن هو على وجه الخصوص تعزيز الاعتدال وتطوير السوق الآسيوية. بالإضافة إلى ذلك، انضم جيري موردوك، الشريك المؤسس لشركة Insight Partners الذي استثمر في تويتر وسناب شات، إلى مجلس إدارة يوبو.

## الميزات

### الوظائف الأساسية
يعد البث المباشر للفيديو أحد الميزات الرئيسية للتطبيق. يمكن لكل جلسة استضافة ما يصل إلى عشرة برامج بث مع عدد غير محدود من المشاهدين. لا يمكن للمشتركين الانضمام إلى غرفة الجلسة إلا إذا تمت دعوتهم من قبل شخص آخر أو إذا قاموا بإنشائها. يمكن للمشاهدين إرسال تعليقات للتفاعل مع اللافتات. يمكن أن يصبح المشاهدون واللافتات أصدقاء. يوفر التطبيق أيضًا ميزة الضرب للتمرير السريع على ملفات تعريف الأشخاص الآخرين ذات الميزات العمرية والرسائل المماثلة. يمكن للمستخدمين اختيار مشاهدة الملفات الشخصية ذات الموقع المحدد أو الجنس المحدد فقط. على عكس العديد من الشبكات الاجتماعية التي سبقت يوبو، يوبو لا تقدم «مثل» وظيفة على التطبيق لها، ولا تركز على «أتباع» أيضا. يبدو يوبو وكأنه منتدى على الإنترنت، مكان حيث يمكن للمستخدمين التواصل الاجتماعي في إطار مجموعة، ومثل «الحياة الواقعية», ما هو الهدف من التطبيق الذي يسعى إليه مصمموه.

### مجتمعات
تتكون يوبو من مجتمعين، أحدهما للشباب الذين تتراوح أعمارهم بين 13 و 17 عاماً ومجتمع للبالغين للأشخاص الذين تزيد أعمارهم عن 18 عامًا. يمكن لأعضاء مجتمع واحد فقط التفاعل مع أشخاص آخرين في مجموعتهم ولا يمكنهم التواصل مع أي شخص من المجتمع المقابل لأسباب تتعلق بالسلامة وحماية الطفل.

### الملفات الشخصية التي تم التحقق منها
يستخدم التطبيق تقنية التعرف على الوجوه وتقدير العمر على كل صورة يتم تحميلها أثناء التسجيل. الهدف هو اكتشاف ما إذا كان المستخدم أقل من 13 عامًا أو إذا كان الشخص البالغ قد قدم عمراً خاطئاً. علاوة على ذلك، يقوم يوبو بفحص Google لمعرفة ما إذا كان المستخدم قد جمع صورة على الإنترنت لتغذية ملفه الشخصي، ويتم فحص كل رسالة في الوقت الفعلي لتحديد المشكلات. يتعين على الحسابات التي تم الإبلاغ عنها تنزيل تطبيق آخر يسمى Yoti للتحقق من عمرها. يتم تمييز المستخدمين الذين تم التحقق منهم بشارة صفراء في ملفهم الشخصي.

## انتقادات للأمن
بعد المخاوف بشأن أمان التطبيق والمضايقات والعُري والحوادث بين القاصرين والبالغين، اتخذت يوبو إجراءات مختلفة. دخلت يوبو في شراكة مع Yoti في شباط 2019 لاستخدام تقنية تقدير الأعمار لتحليل الوجوه وتقدير عمر المستخدمين. زعمت الشركة أنها فحصت بالفعل أكثر من 22 مليون صورة للملف الشخصي وأزالت «بضعة آلاف» من الملفات الشخصية التي تنتمي إلى أقل من 13 عامًا نتيجة لذلك. دعم دعاة السلامة والحكومات جهود يوبو لوضع ضمانات على التطبيق، مثل إنشاء نهج استباقي «المشاركة والتثقيف» لمجتمعهم، ومزيج بين الذكاء الاصطناعي والمشرفين البشريين، وحظر محتوى الملف الشخصي الصريح جنسيًا والحظر التلقائي للملفات الشخصية المزيفة.
في عام 2018, في أستراليا، انضم يوبو إلى مخطط وسائل التواصل الاجتماعي من المستوى 1 التابع لمفوض السلامة الإلكترونية لحل مشكلة التنمر الإلكتروني. تعلن مفوضة Autralian eSafety, جولي إنمان جرانت: «أحيي يوبو لإعادة صياغة ميزات السلامة على نطاق واسع لجعل نظامها الأساسي أكثر أمانًا للمراهقين. إن تعديل قيود العمر، وتحسين سياسة الهوية الحقيقية، ووضع سياسات واضحة حول المحتوى غير الملائم والتسلط عبر الإنترنت، ومنح المستخدمين القدرة على إيقاف تشغيل بيانات الموقع، يوضح أن يوبو تتعامل مع سلامة المستخدم بجدية»
في عام 2020, تفحص يوبو كل بث فيديو، والذي يتم إغلاقه إذا اكتشفت الخوارزميات عُريًا. في شباط 2020 في المملكة المتحدة، قدر تقرير مستقل عن الاعتداء الجنسي على الأطفال (تحقيق مستقل في الاعتداء الجنسي على الأطفال) أن «قيمة الاعتدال البشري تتضح من النجاح الذي حققته شبكة التواصل الاجتماعي يوبو، التي قاطع مشرفوها البث المباشر لإخبار القاصرين. على المستخدمين ارتداء ملابسهم».

### شراكة
أقامت الشركة شراكات في العديد من البلدان مع جمعيات تعمل في مجال مكافحة التحرش عبر الإنترنت وحماية الأطفال.
في أبريل 2020, أعلنت يوبو عن شراكة مع المركز الوطني للأطفال المفقودين والمستغلين (NCMEC), وهي منظمة غير حكومية أمريكية مكرسة للبحث عن الأطفال المفقودين: ستشارك يوبو البيانات في حالة «نشاط غير قانوني مشتبه به يشمل قاصرين». ويشارك NCMEC في «مجلس الأمان» للشبكة الاجتماعية، وهي لجنة من عشرة خبراء دوليين في الأمن السيبراني وحماية الطفل.

## النموذج الاقتصادي
لا توجد إعلانات على التطبيق. تم استلهام يوبو من ألعاب الفيديو، حيث يوافق المستخدمون على إنفاق القليل للحصول على ترقيات داخل التطبيق. تعرض يوبو للبيع بعض العناصر التي تسمح على سبيل المثال بإعطاء رؤية أكثر لملف تعريف المالك. تسمى هذه المشتريات الصغيرة بالمعاملات الصغيرة.

## روابط خارجية
- الموقع الرسمي
- https://support.يوبو.live/hc/en-us/articles/115003767691-How-many-people-use-يوبو-